# Gynoplistia jucundella
Gynoplistia jucundella är en tvåvingeart som beskrevs av Alexander 1948. Gynoplistia jucundella ingår i släktet Gynoplistia och familjen småharkrankar. Inga underarter finns listade i Catalogue of Life.